# Ghiyath-ad-Din Tughluq
Ghazi Màlik, anomenat Ghiyath-ad-Din Tughluq (urdú: غیاث الدین تغلق) o Tughluq-Xah (mort 1325), fou el fundador i primer sultà de la dinastia tughlúquida. Va fundar també la ciutat de Tughluqabad.
Era un turc karawna emigrat de Khurasan i que havia passat al servei de la dinastia khalji (khaldji). El 1306 fou nomenat governador de Dipalpur (al Panjab) i va demostrar bones dots de comandament i administració. Com a governant d'una província de frontera amb els Il-kans va defensar el territori efectivament i va fer dues expedicions a Kabul i a Gazni. Va agafar considerable prestigi.
El 1320 el general Nasr ad-Din Khusraw Khan Barwari va matar el sultà Kutb ad-Din Mubarak Shah I Khalji (1316-1320) i a tots els prínceps de la dinastia, i va usurpar el tron fent apostasia de l'islam per obtenir el suport dels hindús, ja que era d'una casta inferior hindú i no el podia obtenir fàcilment; els governadors musulmans desconeixen els fets de Delhi, no es van oposar però Ghazi Malik es va revoltar i va cridar a la guerra santa dirigint la seva crida a sis governadors de la zona occidental, dels quals un se li va unir i dos més que no van voler foren assassinats per les seves tropes que van entrar a la revolta; un quart governador va haver d'unir-se a la rebel·lió sota pressió de les seves tropes revoltades. Després de tres victòries successives de l'exèrcit rebel sobre Khusraw Khan, la lluita es va acabar amb la captura i execució d'aquest. Ghazi Malik va esdevenir el senyor del país sense oposició i l'assemblea (jamaa) de nobles li va oferir la corona, que inicialment va refusar però al final va acceptar agafant el títol de Ghiyath al-Din (setembre de 1320).
Un afer religiós que amoïnava en aquell temps era que els sufites de la secta čishtiyya tenien el costum d'escoltar sama (música) cosa que es veia incompatible amb l'islam. Un congrés d'ulemes i sufites va decidir finalment limitar la sama entre els čishti.
Va restaurar l'economia de l'estat i va haver de confiscar els jagirs concedits pels seus predecessors. Altres mesures foren impopulars com l'apropiació de terres concedides des de feia molts anys i de pensions de l'exèrcit. Els terratinents van veure reduïdes les seves terres de manera que podien subsistir però no es produïa una gran acumulació de riquesa. La taxa es va rebaixar al 10% del producte.
Entre 1322 i 1323 el seu fill Djawna Khan (conegut també com a Ulugh Khan) que fou després el sultà Muhammad Shah II Tughluk (1325-1351) va sotmetre al raja kakitay rebel de Warangal, Prataparuvadeva II, va annexionar el regne Pandya de Madurai, va envair Jajnagar i va fer incursions fins a Orissa. El 1324 el mateix sultà va dirigir una expedició en la que va annexionar part de Bengala (aprofitant una guerra civil allí) i va posar a la resta sota autoritat de Nasir al-Din com a vassall. Quan va tornar de Bengala el 1325 va morir a causa de l'ensorrament d'un pavelló construït sobre la marxa per orde del seu fill, en el que s'havien aturat per descansar els elefants quan venien d'un banquet. El seu fill el va succeir sense problema, tot i que historiadors posteriors han pensat que fou culpable voluntari de la mort del seu pare. La complicitat en la mort del cortesà i místic čishti Nizam al-Din Awliya no té prou elements per considerar-la com un fet.